# 西尾昇
西尾 昇（にしお のぼる、1923年1月7日 - 2016年）は、日本映画の録音技師、日本映画テレビ技術協会会友。旧活動名は西尾 浩伸（にしお ひろのぶ）。山梨県南巨摩郡飯富村出身。

## 経歴
小学5年生の頃、松竹洋画系の本郷座で観た『キング・コング』で、この映画の画と音への感動が録音技師を志望する契機となった。同作は当時、誠文堂の月刊誌『子供の科学』に頻繁に載っていたトーキーで、西尾は友達の母親（女教師）に声をかけられ、4～5人の同級生と共に連れられて観に行っていた。
1941年に電機学校を卒業し、1943年に朝日映画社に入社する。1948年に独立し、西尾サウンドを設立する。東宝、大映、東映などの独立プロ作品の受注を開始する。1977年2月に東京映画の移転を機に、自身も事務所をたたみ東宝映像 に移り役員、東宝録音センター の運営をする。1981年には日本で初のドルビーステレオ方式を採用、国産光学録音機によるステレオ光学録音を行い、邦画界のオプチカルステレオ化に貢献した。1991年の『ゴジラvsキングギドラ』では、音楽プロデューサー岩瀬政雄の要請で、宮内一男と共に伊福部昭の要求した同スタジオでの収録を実現させ、平成ゴジラシリーズに伊福部音楽を復活させた。1993年にはドルビーデジタル5.1chサラウンドフォーマットを取り入れ成功させる。1995年に退職し、テクノロジーコンサルタントとして活動する。

## 代表作
| 公開年月日 | 公開年月日 | 作品名                                                                                     | 制作（配給） | 役職                                 |
| ---------- | ---------- | ------------------------------------------------------------------------------------------ | --- | ------------------------------------ |
| 1950年     | 10月21日   | 軍艦すでに煙なし                                                                           | 新映画社 （東京映画配給） | 録音                                 |
| 1951年     | 2月12日    | その後の蜂の巣の子供達                                                                     | 蜂の巣映画 （新東宝） | 録音                                 |
| 1951年     | 12月28日   | 唐手三四郎                                                                                 | 児井プロダクション （新東宝） | 録音                                 |
| 1952年     | 10月23日   | 大仏さまと子供たち                                                                         | 蜂の巣映画 （新東宝） | 録音                                 |
| 1952年     | 12月10日   | 春の囁き                                                                                   | 東京映画 （東宝） | 録音                                 |
| 1953年     | 1月3日     | びっくり六兵衛                                                                             | 東京映画 （東宝） | 録音                                 |
| 1953年     | 1月15日    | 親分の青春                                                                                 | 東京映画 （東宝） | 録音                                 |
| 1953年     | 2月19日    | 恋人のいる街                                                                               | 東京映画 （東宝） | 録音                                 |
| 1953年     | 3月19日    | 逃亡地帯                                                                                   | 東京映画 （東宝） | 録音                                 |
| 1953年     | 5月20日    | 続浮雲日記                                                                                 | 東京映画 （東宝） | 録音                                 |
| 1953年     | 8月12日    | 坊っちゃん                                                                                 | 東京映画 （東宝） | 録音                                 |
| 1953年     | 9月23日    | 夕立勘五郎                                                                                 | 東京映画 （東宝） | 録音                                 |
| 1953年     | 12月1日    | 忍術罷り通る                                                                               | 東京映画 （東宝） | 録音                                 |
| 1954年     | 1月27日    | ママの日記                                                                                 | 東京映画 （東宝） | 録音                                 |
| 1954年     | 3月10日    | ウッカリ夫人とチャッカリ夫人 やりくり算段の巻                                              | 東京映画 （東宝） | 録音                                 |
| 1954年     | 5月19日    | 風立ちぬ                                                                                   | 東京映画 大雅社 （東宝） | 録音                                 |
| 1954年     | 8月15日    | その後のウッカリ夫人とチャッカリ夫人                                                       | 東京映画 （東宝） | 録音                                 |
| 1954年     | 11月10日   | あんみつ姫 甘辛城の巻                                                                      | 東京映画 （東宝） | 録音                                 |
| 1954年     | 11月23日   | あんみつ姫 妖術競べの巻                                                                    | 東京映画 （東宝） | 録音                                 |
| 1955年     | 3月21日    | ジャズ娘乾杯                                                                               | 宝塚映画 （東宝） | 録音                                 |
| 1955年     | 4月19日    | 月に飛ぶ雁                                                                                 | 東京映画 （東宝） | 録音                                 |
| 1955年     | 6月21日    | 渡り鳥いつ帰る                                                                             | 東京映画 （東宝） | 録音                                 |
| 1955年     | 10月18日   | やがて青空                                                                                 | 東京映画 （東宝） | 録音                                 |
| 1955年     | 10月18日   | 船場の娘より 忘れじの人                                                                    | 東京映画 （東宝） | 録音                                 |
| 1955年     | 12月11日   | いらっしゃいませ                                                                           | 東京映画 （東宝） | 録音                                 |
| 1956年     | 2月5日     | ますらを派出夫会                                                                           | 東京映画 （東宝） | 録音                                 |
| 1956年     | 2月18日    | 続・ますらを派出夫会 お供を辛いね                                                          | 東京映画 （東宝） | 録音                                 |
| 1956年     | 2月26日    | 奥様は大学生                                                                               | 東京映画 （東宝） | 録音                                 |
| 1956年     | 6月14日    | 幽霊タクシー                                                                               | 東京映画 （東宝） | 録音                                 |
| 1956年     | 9月11日    | 女囚と共に                                                                                 | 東京映画 （東宝） | 録音                                 |
| 1956年     | 10月3日    | のんき夫婦                                                                                 | 東京映画 （東宝） | 録音                                 |
| 1957年     | 1月3日     | おしゃべり社長                                                                             | 東京映画 （東宝） | 録音                                 |
| 1957年     | 3月20日    | 雨情                                                                                       | 東京映画 （東宝） | 録音                                 |
| 1957年     | 7月11日    | 裸の町                                                                                     | 東京映画 （東宝） | 録音                                 |
| 1957年     | 8月20日    | 月と接吻                                                                                   | 東京映画 （東宝） | 録音                                 |
| 1957年     | 10月8日    | 肌色の月                                                                                   | 東京映画 （東宝） | 録音                                 |
| 1958年     | 1月9日     | 負ケラレセン勝マデハ                                                                       | 東京映画 （東宝） | 録音                                 |
| 1958年     | 2月18日    | 母三人                                                                                     | 東京映画 （東宝） | 録音                                 |
| 1958年     | 3月18日    | おトラさんのホームラン                                                                     | 東京映画 （東宝） | 録音                                 |
| 1958年     | 4月1日     | 花ざかりのおトラさん                                                                       | 東京映画 （東宝） | 録音                                 |
| 1958年     | 8月5日     | おトラさんのお化け騒動                                                                     | 東京映画 （東宝） | 録音                                 |
| 1958年     | 8月23日    | つづり方兄妹                                                                               | 東京映画 （東宝） | 録音                                 |
| 1958年     | 9月9日     | おトラさんの公休日                                                                         | 東京映画 （東宝） | 録音                                 |
| 1958年     | 11月4日    | 恐喝                                                                                       | 東京映画 （東宝） | 録音                                 |
| 1958年     | 12月21日   | おトラさん大繁盛                                                                           | 東京映画 （東宝） | 録音                                 |
| 1959年     | 2月24日    | 愛妻記                                                                                     | 東京映画 （東宝） | 録音                                 |
| 1959年     | 6月23日    | 愛の鐘                                                                                     | 東京映画 （東宝） | 録音                                 |
| 1959年     | 11月22日   | 花嫁さんは世界一                                                                           | 東京映画 （東宝） | 録音                                 |
| 1960年     | 1月3日     | 天下の大泥棒 白浪五人男                                                                    | 東京映画 （東宝） | 録音                                 |
| 1960年     | 5月15日    | 路傍の石                                                                                   | 東京映画 （東宝） | 録音                                 |
| 1960年     | 5月22日    | 噛みついた若旦那                                                                           | 東京映画 （東宝） | 録音                                 |
| 1960年     | 7月26日    | 幽霊繁盛記                                                                                 | 東京映画 （東宝） | 録音                                 |
| 1960年     | 9月18日    | 自由ケ丘夫人                                                                               | 東京映画 （東宝） | 録音                                 |
| 1960年     | 11月19日   | 赤坂の姉妹 夜の肌                                                                          | 東京映画 （東宝） | 録音                                 |
| 1961年     | 1月9日     | 縞の背広の親分衆                                                                           | 東京映画 （東宝） | 録音                                 |
| 1961年     | 4月16日    | アトミックのおぼん スリますわヨの巻                                                        | 東京映画 （東宝） | 録音                                 |
| 1961年     | 5月9日     | 金づくり無法時代                                                                           | 東京映画 （東宝） | 整音                                 |
| 1961年     | 5月23日    | 漫画横丁 アトミックのおぼん 女親分対決の巻                                                 | 東京映画 （東宝） | 録音                                 |
| 1961年     | 6月17日    | 黒い画集 ある遭難                                                                          | 東京映画 （東宝） | 整音                                 |
| 1961年     | 8月13日    | 喜劇 駅前団地                                                                              | 東京映画 （東宝） | 整音                                 |
| 1961年     | 9月5日     | 女ばかりの夜                                                                               | 東京映画 （東宝） | 整音                                 |
| 1961年     | 9月29日    | 地獄の饗宴                                                                                 | 東京映画 （東宝） | 整音                                 |
| 1961年     | 9月29日    | 南の島に雪が降る                                                                           | 東京映画 （東宝） | 整音                                 |
| 1961年     | 12月9日    | 花影                                                                                       | 東京映画 （東宝） | 整音                                 |
| 1961年     | 12月24日   | 喜劇 駅前弁当                                                                              | 東京映画 （東宝） | 整音                                 |
| 1962年     | 2月10日    | 明日ある限り                                                                               | 東京映画 （東宝） | 整音                                 |
| 1962年     | 2月24日    | はぐれ念仏 歓喜まんだら                                                                    | 東京映画 （東宝） | 整音                                 |
| 1962年     | 4月1日     | 娘と私                                                                                     | 東京映画 （東宝） | 整音                                 |
| 1962年     | 4月15日    | 如何なる星の下に                                                                           | 東京映画 （東宝） | 整音                                 |
| 1962年     | 6月28日    | 青べか物語                                                                                 | 東京映画 （東宝） | 整音                                 |
| 1962年     | 7月29日    | 喜劇 駅前温泉                                                                              | 東京映画 （東宝） | 整音                                 |
| 1962年     | 9月15日    | 夢で逢いましょ                                                                             | 東京映画 （東宝） | 整音                                 |
| 1962年     | 11月23日   | ぶらりぶらぶら物語                                                                         | 東京映画 （東宝） | 整音                                 |
| 1962年     | 12月23日   | 喜劇 駅前飯店                                                                              | 東京映画 （東宝） | 整音                                 |
| 1963年     | 1月15日    | 憂愁平野                                                                                   | 東京映画 （東宝） | 整音                                 |
| 1963年     | 4月10日    | 喜劇 とんかつ一代                                                                          | 東京映画 （東宝） | 整音                                 |
| 1963年     | 4月10日    | 白と黒                                                                                     | 東京映画 （東宝） | 整音                                 |
| 1963年     | 6月16日    | 台所太平記                                                                                 | 東京映画 （東宝） | 整音                                 |
| 1963年     | 7月13日    | 喜劇 駅前茶釜                                                                              | 東京映画 （東宝） | 整音                                 |
| 1963年     | 9月14日    | わんぱく天使                                                                               | 東京映画 （東宝） | 整音                                 |
| 1963年     | 10月12日   | みれん                                                                                     | 東京映画 （東宝） | 整音                                 |
| 1963年     | 10月12日   | 新・夫婦善哉                                                                               | 東京映画 （東宝） | 整音                                 |
| 1964年     | 1月15日    | 喜劇 駅前女将                                                                              | 東京映画 （東宝） | 整音                                 |
| 1964年     | 2月12日    | ミスター・ジャイアンツ 勝利の旗                                                            | 東京映画 （東宝） | 整音                                 |
| 1964年     | 4月4日     | くたばれ!社用族                                                                            | 東京映画 （東宝） | 整音                                 |
| 1964年     | 4月4日     | 喜劇 陽気な未亡人                                                                          | 東京映画 （東宝） | 整音                                 |
| 1964年     | 6月11日    | 喜劇 駅前怪談                                                                              | 東京映画 （東宝） | 整音                                 |
| 1964年     | 8月11日    | 喜劇 駅前音頭                                                                              | 東京映画 （東宝） | 整音                                 |
| 1964年     | 8月18日    | われ一粒の麦なれど                                                                         | 東京映画 （東宝） | 整音                                 |
| 1964年     | 9月19日    | 甘い汗                                                                                     | 東京映画 （東宝） | 整音                                 |
| 1964年     | 10月31日   | 喜劇 駅前天神                                                                              | 東京映画 （東宝） | 整音                                 |
| 1965年     | 1月15日    | 喜劇 駅前医院                                                                              | 東京映画 （東宝） | 整音                                 |
| 1965年     | 1月15日    | 勇者のみ                                                                                   | 東京映画 シナトラ・エンタープライズ （東宝） | 整音                                 |
| 1965年     | 1月31日    | 波影                                                                                       | 東京映画 （東宝） | 整音                                 |
| 1965年     | 5月16日    | 最後の審判                                                                                 | 東京映画 （東宝） | 整音                                 |
| 1965年     | 7月4日     | 喜劇 駅前金融                                                                              | 東京映画 （東宝） | 整音                                 |
| 1965年     | 7月25日    | 四谷怪談                                                                                   | 東京映画 （東宝） | 整音                                 |
| 1965年     | 9月5日     | 花のお江戸の法界坊                                                                         | 東京映画 （東宝） | 整音                                 |
| 1965年     | 9月18日    | 喜劇 各駅停車                                                                              | 東京映画 （東宝） | 整音                                 |
| 1965年     | 10月9日    | 大工太平記                                                                                 | 東京映画 （東宝） | 整音                                 |
| 1965年     | 10月9日    | 六條ゆきやま紬                                                                             | 東京映画 （東宝） | 整音                                 |
| 1965年     | 10月31日   | 喜劇 駅前大学                                                                              | 東京映画 （東宝） | 整音                                 |
| 1965年     | 11月21日   | あんま太平記                                                                               | 東京映画 （東宝） | 整音                                 |
| 1966年     | 1月15日    | 喜劇 駅前弁天                                                                              | 東京映画 （東宝） | 整音                                 |
| 1966年     | 4月28日    | 喜劇 駅前漫画                                                                              | 東京映画 （東宝） | 整音                                 |
| 1966年     | 6月30日    | 新・事件記者 大都会の罠                                                                    | 東京映画 （東宝） | 整音                                 |
| 1966年     | 8月14日    | 喜劇 駅前番頭                                                                              | 東京映画 （東宝） | 整音                                 |
| 1966年     | 8月31日    | 新・事件記者 殺意の丘                                                                      | 東京映画 （東宝） | 整音                                 |
| 1966年     | 10月22日   | 喜劇 仰げば尊し                                                                            | 東京映画 （東宝） | 整音                                 |
| 1966年     | 10月29日   | 喜劇 駅前競馬                                                                              | 東京映画 （東宝） | 整音                                 |
| 1967年     | 1月14日    | 喜劇 駅前満貫                                                                              | 東京映画 （東宝） | 整音                                 |
| 1967年     | 2月19日    | 千曲川絶唱                                                                                 | 東京映画 （東宝） | 整音                                 |
| 1967年     | 4月15日    | 喜劇 駅前学園                                                                              | 東京映画 （東宝） | 整音                                 |
| 1967年     | 5月20日    | 続・名もなく貧しく美しく 父と子                                                            | 東京映画 （東宝） | 整音                                 |
| 1967年     | 7月1日     | その人は昔                                                                                 | 東京映画 （東宝） | 整音                                 |
| 1967年     | 9月2日     | 喜劇 駅前探検                                                                              | 東京映画 （東宝） | 整音                                 |
| 1967年     | 10月18日   | 青春太郎                                                                                   | 東京映画 （東宝） | 整音                                 |
| 1967年     | 11月18日   | 喜劇 駅前百年                                                                              | 東京映画 （東宝） | 整音                                 |
| 1967年     | 12月16日   | 君に幸福を センチメンタル・ボーイ                                                          | 東京映画 （東宝） | 整音                                 |
| 1968年     | 2月14日    | 喜劇 駅前開運                                                                              | 東京映画 （東宝） | 整音                                 |
| 1968年     | 2月14日    | 女と味噌汁                                                                                 | 東京映画 （東宝） | 整音                                 |
| 1968年     | 4月10日    | ドリフターズですよ! 盗って盗って盗りまくれ                                                 | 東京映画 渡辺プロダクション （東宝） | 整音                                 |
| 1968年     | 5月25日    | 喜劇 駅前火山                                                                              | 東京映画 （東宝） | 整音                                 |
| 1968年     | 6月8日     | 日本の青春                                                                                 | 東京映画 （東宝） | 整音                                 |
| 1968年     | 9月7日     | 北穂高絶唱                                                                                 | 東京映画 （東宝） | 整音                                 |
| 1968年     | 10月23日   | 昭和元禄 TOKYO196X年                                                                       | 東京映画 （東宝） | 整音                                 |
| 1968年     | 12月7日    | お熱い休暇                                                                                 | 東京映画 （東宝） | 整音                                 |
| 1968年     | 12月7日    | にっぽん親不孝時代                                                                         | 東京映画 （東宝） | 整音                                 |
| 1968年     | 12月19日   | ザ・タイガース 華やかなる招待                                                              | 東京映画 渡辺プロダクション （東宝） | 整音                                 |
| 1969年     | 2月15日    | 喜劇 駅前桟橋                                                                              | 東京映画 （東宝） | 整音                                 |
| 1969年     | 3月29日    | ザ・テンプターズ 涙のあとに微笑みを                                                        | 東京映画 （東宝） | 整音                                 |
| 1969年     | 4月12日    | 津軽絶唱                                                                                   | 東京映画 （東宝） | 整音                                 |
| 1969年     | 5月1日     | 御用金                                                                                     | フジテレビ 東京映画 （東宝） | 整音                                 |
| 1969年     | 6月28日    | ボルネオ大将 赤道に賭ける                                                                  | 東京映画 （東宝） | 整音                                 |
| 1969年     | 7月12日    | ハーイ!ロンドン                                                                            | 東京映画 渡辺プロダクション （東宝） | 整音                                 |
| 1970年     | 1月1日     | ブラボー!若大将                                                                            | 東京映画 （東宝） | 整音                                 |
| 1970年     | 2月8日     | 蝦夷館の決闘                                                                               | 東京映画 （東宝） | 整音                                 |
| 1970年     | 2月8日     | 白昼の襲撃                                                                                 | 東京映画 （東宝） | 整音                                 |
| 1970年     | 4月18日    | 二人でひとり                                                                               | 東京映画 青島プロ （東宝） | 整音                                 |
| 1970年     | 8月14日    | 俺の空だぜ!若大将                                                                          | 東京映画 （東宝） | 整音                                 |
| 1970年     | 8月29日    | その人は女教師                                                                             | 東京映画 （東宝） | 整音                                 |
| 1970年     | 10月3日    | 喜劇 男売ります                                                                            | 東京映画 （東宝） | 整音                                 |
| 1970年     | 10月10日   | 喜劇 ドッキリ大逃走                                                                        | 東京映画 （東宝） | 整音                                 |
| 1970年     | 12月31日   | 喜劇 右むけェ左!                                                                           | 渡辺プロダクション （東宝） | 整音                                 |
| 1971年     | 1月9日     | 初めての旅                                                                                 | 東京映画 （東宝） | 整音                                 |
| 1971年     | 2月6日     | 走れ!コウタロー 男だから泣くサ                                                             | 東京映画 （東宝） | 整音                                 |
| 1971年     | 3月6日     | 凄い奴ら                                                                                   | 東京映画 （東宝） | 整音                                 |
| 1971年     | 4月29日    | 喜劇 昨日の敵は今日も敵                                                                    | 渡辺プロダクション （東宝） | 整音                                 |
| 1971年     | 5月22日    | 3000キロの罠                                                                               | 田宮企画 （東宝） | 整音                                 |
| 1971年     | 9月11日    | 西のペテン師 東のサギ師                                                                    | 東京映画 （東宝） | 整音                                 |
| 1971年     | 10月30日   | 出所祝い                                                                                   | 東京映画 （東宝） | 整音                                 |
| 1971年     | 11月20日   | ひばりのすべて                                                                             | 東京映画 日本コロムビア （東宝） | 整音                                 |
| 1971年     | 11月20日   | 女の花道                                                                                   | 東京映画 日本コロムビア （東宝） | 整音                                 |
| 1971年     | 12月31日   | 起きて転んでまた起きて                                                                     | 東京映画 （東宝） | 整音                                 |
| 1971年     | 12月31日   | 日本一のショック男                                                                         | 渡辺プロダクション （東宝） | 整音                                 |
| 1972年     | 4月5日     | ヘアピン・サーカス                                                                         | 東京映画 （東宝） | 整音                                 |
| 1972年     | 4月5日     | 薔薇の標的                                                                                 | 東京映画 （東宝） | 整音                                 |
| 1972年     | 8月12日    | 湯けむり110番 いるかの大将                                                                 | 東京映画 （東宝） | 整音                                 |
| 1972年     | 10月10日   | 無宿人御子神の丈吉 川風に過去は流れた                                                      | 東京映画 （東宝） | 整音                                 |
| 1972年     | 10月28日   | にっぽん三銃士 おさらば東京の巻                                                            | 東京映画 （東宝） | 整音                                 |
| 1972年     | 12月17日   | 怪獣大奮戦 ダイゴロウ対ゴリアス                                                            | 円谷プロダクション （東宝） | 整音                                 |
| 1973年     | 1月15日    | 恍惚の人                                                                                   | 芸苑社 （東宝） | 整音                                 |
| 1973年     | 1月15日    | にっぽん三銃士 博多帯しめ一本どっこの巻                                                    | 東京映画 （東宝） | 整音                                 |
| 1973年     | 6月9日     | 無宿人御子神の丈吉 黄昏に閃光が飛んだ                                                      | 東京映画 （東宝） | 整音                                 |
| 1973年     | 9月22日    | 喜劇 黄綬褒章                                                                              | 東京映画 （東宝） | 整音                                 |
| 1973年     | 10月27日   | 二十歳の原点                                                                               | 東京映画 （東宝） | 整音                                 |
| 1973年     | 10月27日   | 心                                                                                         | 近代映画協会 ATG | 整音                                 |
| 1973年     | 12月1日    | 修羅雪姫                                                                                   | 東京映画 （東宝） | 整音                                 |
| 1974年     | 1月26日    | 華麗なる一族                                                                               | 芸苑社 （東宝） | 整音                                 |
| 1974年     | 6月1日     | 三婆                                                                                       | 東京映画 （東宝） | 整音                                 |
| 1974年     | 6月1日     | 女房を早死にさせる方法                                                                     | 東京映画 （東宝） | 整音                                 |
| 1974年     | 6月15日    | 修羅雪姫 怨み恋歌                                                                          | 東京映画 （東宝） | 整音                                 |
| 1974年     | 6月29日    | 青春の蹉跌                                                                                 | 東京映画 渡辺企画 （東宝） | 整音                                 |
| 1974年     | 8月3日     | ルパン三世 念力珍作戦                                                                      | 国際放映 （東宝） | 録音                                 |
| 1974年     | 11月23日   | 蔵王絶唱                                                                                   | 東京映画 （東宝） | 整音                                 |
| 1975年     | 2月1日     | どてらい男                                                                                 | 東京映画 （東宝） | 整音                                 |
| 1975年     | 4月5日     | 櫛の火                                                                                     | 東京映画 （東宝） | 整音                                 |
| 1975年     | 9月6日     | 動脈列島                                                                                   | 東京映画 （東宝） | 整音                                 |
| 1976年     | 1月31日    | パリの哀愁                                                                                 | 渡辺プロダクション （東宝） | 整音                                 |
| 1976年     | 2月11日    | 晩歌                                                                                       | 東京映画 （東宝） | 整音                                 |
| 1976年     | 10月23日   | 星と嵐                                                                                     | 東京映画 M･M･C （東宝） | 整音                                 |
| 1977年     | 1月22日    | アラスカ物語                                                                               | 東京映画 （東宝） | 整音                                 |
| 1977年     | 4月29日    | 若い人                                                                                     | 東京映画 サンミュージックプロダクション （東宝） | 整音                                 |
| 1977年     | 6月4日     | 八甲田山                                                                                   | 橋本プロダクション 東宝映像 シナノ企画 （東宝） | 整音                                 |
| 1977年     | 7月30日    | HOUSE ハウス                                                                               | 東宝映像 （東宝） | 整音                                 |
| 1977年     | 10月29日   | 姿三四郎                                                                                   | 東宝映画 東宝映像 （東宝） | 整音                                 |
| 1977年     | 12月17日   | 惑星大戦争                                                                                 | 東宝映画 東宝映像 （東宝） | 整音                                 |
| 1978年     | 2月11日    | 女王蜂                                                                                     | 東宝映画 角川春樹事務所 （東宝） | 整音                                 |
| 1978年     | 4月29日    | 愛の嵐の中で                                                                               | 東京映画 サンミュージックプロダクション （東宝） | 整音                                 |
| 1978年     | 8月12日    | 火の鳥                                                                                     | 東宝映画 東宝映像 手塚プロダクション （東宝） | 整音                                 |
| 1978年     | 11月3日    | 英霊たちの応援歌                                                                           | 東京12チャンネル （東宝） | 整音                                 |
| 1978年     | 11月23日   | ブルークリスマス                                                                           | 東宝映画 東宝映像 （東宝） | 整音                                 |
| 1978年     | 12月23日   | 燃える秋                                                                                   | 東宝映画 東宝映像 三越 （東宝） | 整音                                 |
| 1979年     | 4月28日    | 黄金のパートナー                                                                           | 東宝映画 東宝映像 （東宝） | 整音                                 |
| 1979年     | 4月28日    | 乱れからくり                                                                               | 東宝映画 東宝映像 （東宝） | 整音                                 |
| 1979年     | 5月26日    | 病院坂の首縊りの家                                                                         | 東宝映画 角川春樹事務所 （東宝） | 整音                                 |
| 1979年     | 8月4日     | トラブルマン 笑うと殺すゾ                                                                  | 東宝映画 （東宝） | 整音                                 |
| 1979年     | 11月3日    | 神様なぜ愛にも国境があるの                                                                 | 東宝映画 （東宝） | 整音                                 |
| 1979年     | 11月3日    | 遠い明日                                                                                   | 東宝映画 （東宝） | 整音                                 |
| 1979年     | 12月22日   | 関白宣言                                                                                   | 東宝映画 （東宝） | 整音                                 |
| 1980年     | 2月9日     | 天平の甍                                                                                   | 芸苑社 TBS 日本中国文化交流協会 中華人民共和国文化部 北京映画制作所 上海映画制作所 西安映画制作所 （東宝） | 整音                                 |
| 1980年     | 4月26日    | 影武者                                                                                     | 東宝映画 東宝映像 黒澤プロダクション （東宝） | 整音                                 |
| 1980年     | 8月30日    | 地震列島                                                                                   | 東宝映画 東宝映像 （東宝） | 整音                                 |
| 1981年     | 2月11日    | 帰ってきた若大将                                                                           | 東宝映画 東宝映像 加山プロモーション （東宝） | 整音                                 |
| 1981年     | 2月11日    | 青春グラフィティ スニーカーぶる〜す                                                        | 東宝映画 東宝映像 （東宝） | 整音                                 |
| 1981年     | 7月11日    | ブルージーンズメモリー BLUE JEANS MEMORY                                                   | 東宝映画 東宝映像 （東宝） | 整音                                 |
| 1981年     | 8月8日     | 連合艦隊                                                                                   | 東宝映画 東宝映像 （東宝） | 整音                                 |
| 1981年     | 10月10日   | 幸福                                                                                       | 東宝映画 東宝映像 フォーライフ （東宝） | 整音                                 |
| 1981年     | 11月7日    | 駅 STATION                                                                                 | 東宝映画 東宝映像 （東宝） | 整音                                 |
| 1982年     | 2月16日    | あゝ野麦峠 新緑篇                                                                          | 東宝映画 東宝映像 （東宝） | 整音                                 |
| 1982年     | 5月22日    | 南十字星                                                                                   | 新日本映画 サザンインターナショナルフィルム （東宝） | 整音                                 |
| 1982年     | 8月7日     | ハイティーン・ブギ                                                                         | 東宝映画 東宝映像 （東宝） | 整音                                 |
| 1982年     | 10月16日   | 海峡                                                                                       | 東宝映画 東宝映像 （東宝） | 整音                                 |
| 1982年     | 12月18日   | ウィーン物語 ジェミニ・YとS                                                                | 東宝映画 東宝映像 （東宝） | 整音                                 |
| 1982年     | 12月18日   | 三等高校生                                                                                 | 東宝映画 東宝映像 ジャニーズ事務所 （東宝） | 整音                                 |
| 1983年     | 4月9日     | 小説吉田学校                                                                               | 角川春樹事務所 フィルムリンク・インターナショナル （東宝） | 整音                                 |
| 1983年     | 5月21日    | 細雪                                                                                       | 東宝映画 東宝映像 （東宝） | 整音                                 |
| 1983年     | 7月2日     | プルメリアの伝説 天国のキッス                                                              | 東宝映画 東宝映像 （東宝） | 整音                                 |
| 1983年     | 8月4日     | 嵐を呼ぶ男                                                                                 | 東宝映画 東宝映像 ジャニーズ事務所 （東宝） | 整音                                 |
| 1983年     | 12月24日   | エル・オー・ヴィ・愛・N・G                                                                 | 東宝映画 東宝映像 ジャニーズ事務所 （東宝） | 整音                                 |
| 1984年     | 3月17日    | さよならジュピター                                                                         | 東宝映画 東宝映像 イオ （東宝） | 整音                                 |
| 1984年     | 4月14日    | F2グランプリ                                                                               | 東宝映画 東宝映像 （東宝） | 整音                                 |
| 1984年     | 7月7日     | 夏服のイヴ                                                                                 | 東宝映画 東宝映像 サンミュージックプロダクション （東宝） | 整音                                 |
| 1984年     | 8月11日    | 零戦燃ゆ                                                                                   | 東宝映画 東宝映像 （東宝） | 整音                                 |
| 1984年     | 10月6日    | おはん                                                                                     | 東宝映画 東宝映像 （東宝） | 整音                                 |
| 1984年     | 12月15日   | ゴジラ                                                                                     | 東宝映画 東宝映像 （東宝） | 整音                                 |
| 1985年     | 1月26日    | 愛・旅立ち                                                                                 | フィルムリンクインターナショナル ジャニーズ事務所 研音 （東宝） | 整音                                 |
| 1985年     | 2月9日     | 菩提樹の丘                                                                                 | 集英社 東宝映画 東宝映像 （東宝） | 整音                                 |
| 1985年     | 4月13日    | カリブ・愛のシンフォニー                                                                   | 東宝映画 東宝映像 サンミュージックプロダクション （東宝） | 整音                                 |
| 1985年     | 6月1日     | 乱                                                                                         | グリニッチ・フィルム ヘラルド・エース （東宝） | 整音                                 |
| 1985年     | 8月31日    | 夜叉                                                                                       | 東宝映画 東宝映像 グループ・エンカウンター （東宝） | 整音                                 |
| 1985年     | 11月9日    | 春の鐘                                                                                     | 東宝映画 東宝映像 （東宝） | 整音                                 |
| 1985年     | 12月21日   | 姉妹坂                                                                                     | 東宝映画 東宝映像 （東宝） | 整音                                 |
| 1985年     | 12月21日   | 雪の断章 -情熱-                                                                            | 東宝映画 東宝映像 （東宝） | 整音                                 |
| 1986年     | 7月12日    | 子猫物語                                                                                   | ムツプロ フジテレビ 電通 東京コマーシャルフィルム 東亜国内航空 （東宝） | 整音                                 |
| 1986年     | 7月26日    | 子象物語 地上に降りた天使                                                                  | 東宝映画 東宝映像 ビックウエスト （東宝） | 整音                                 |
| 1986年     | 9月20日    | 鹿鳴館                                                                                     | MARUGEN-FILM 東宝映像 （東宝） | 整音                                 |
| 1986年     | 11月15日   | 落葉樹                                                                                     | 丸井工文社 （近代映画協会） | 整音                                 |
| 1986年     | 12月13日   | 恋する女たち                                                                               | 東宝映画 東宝映像 （東宝） | 整音                                 |
| 1987年     | 1月17日    | 映画女優                                                                                   | 東宝映画 東宝映像 （東宝） | 整音                                 |
| 1987年     | 8月1日     | トットチャンネル                                                                           | 東宝映画 東宝映像 （東宝） | 整音                                 |
| 1987年     | 8月1日     | 19ナインティーン                                                                           | 東宝映画 東宝映像 ジャニーズ事務所 （東宝） | 整音                                 |
| 1987年     | 9月26日    | 竹取物語                                                                                   | フジテレビ 東宝映画 東宝映像 （東宝） | 整音                                 |
| 1987年     | 12月19日   | 「さよなら」の女たち                                                                       | 東宝映画 東宝映像 （東宝） | 整音                                 |
| 1987年     | 12月19日   | ゴルフ夜明け前                                                                             | 東宝映画 東宝映像 （東宝） | 整音                                 |
| 1988年     | 5月21日    | つる -鶴-                                                                                  | 東宝映画 東宝映像 （東宝） | 整音                                 |
| 1988年     | 5月28日    | 嵐が丘                                                                                     | 西友 西武百貨店 セゾングループ MEDIACTUEL （東宝） | 整音                                 |
| 1988年     | 10月8日    | パンダ物語                                                                                 | 学習研究社 田中プロモーション 四季会 パンダスタンプ IMAGICA （東宝） | 整音                                 |
| 1989年     | 4月15日    | 冬物語                                                                                     | 東宝映画 東宝映像美術 フィルム・フェイス （東宝） | 整音                                 |
| 1989年     | 4月15日    | YAWARA!                                                                                    | 東宝映画 東宝映像美術 MYCAL （東宝） | 整音                                 |
| 1989年     | 5月13日    | マイフェニックス                                                                           | 東宝映画 東宝映像美術 東急エージェンシー （東宝） | 整音                                 |
| 1989年     | 7月22日    | ガンヘッド                                                                                 | 東宝映画 東宝映像美術 サンライズ バンダイ 角川書店 IMAGICA （東宝） | 整音                                 |
| 1989年     | 11月3日    | あ・うん                                                                                   | 東宝映画 東宝映像美術 （東宝） | 整音                                 |
| 1989年     | 12月16日   | ゴジラvsビオランテ                                                                         | 東宝映画 東宝映像美術 （東宝） | 整音                                 |
| 1990年     | 5月25日    | 夢                                                                                         | 黒澤プロダクショ 東宝映像美術ン （ワーナーブラザース） | 整音                                 |
| 1990年     | 12月15日   | 山田ババアに花束を                                                                         | フィルムフェイス トレジャ・アイランド （東宝） | 調音                                 |
| 1991年     | 11月16日   | 超少女REIKO                                                                                | 東宝映画 東宝映像美術 （東宝） | 調音                                 |
| 1991年     | 12月14日   | ゴジラvsキングギドラ                                                                       | 東宝映画 東宝映像美術 ファーストウッド・エンターテインメント （東宝） | 調音                                 |
| 1992年     | 6月6日     | 濹東綺譚                                                                                   | 近代映画協会 （東宝） | 調音                                 |
| 1993年     | 12月11日   | ゴジラvsメカゴジラ                                                                         | 東宝映画 東宝映像美術 （東宝） | SR・Dリレコ                          |
| 1995年     | 7月15日    | 耳をすませば                                                                               | 徳間書店 日本テレビ 博報堂 スタジオジブリ （東宝） | SR・Dリレコ                          |
| 1995年     | 7月15日    | On Your Mark                                                                               | 徳間書店 日本テレビ 博報堂 スタジオジブリ （東宝） | SR・Dリレコ                          |
| 1997年     | 7月12日    | もののけ姫                                                                                 | 徳間書店 日本テレビ 電通 スタジオジブリ （東宝） | デジタル光学録音                     |
| 1998年     | 7月18日    | 劇場版ポケットモンスター ミュウツーの逆襲                                                  | 小学館 テレビ東京 小学館プロダクション メディアファクトリー 任天堂 トミー クリーチャーズ ゲームフリーク ジェイアール東日本企画 OLM （東宝） | デジタル光学録音                     |
| 1998年     | 7月18日    | ピカチュウのなつやすみ                                                                     | 小学館 テレビ東京 小学館プロダクション メディアファクトリー 任天堂 トミー クリーチャーズ ゲームフリーク ジェイアール東日本企画 OLM （東宝） | デジタル光学録音                     |
| 1998年     | 9月5日     | スプリガン                                                                                 | 小学館 バンダイビジュアル TBS 東宝 STUDIO 4℃ | デジタル光学録音                     |
| 1998年     | 12月12日   | モスラ3 キングギドラ来襲                                                                   | 東宝映画 東宝映像美術 （東宝） | デジタル光学録音                     |
| 1999年     | 3月6日     | ドラえもん のび太の宇宙漂流記                                                              | 藤子プロ 小学館 テレビ朝日 シンエイ動画 ASATSU-DK （東宝） | デジタル光学録音                     |
| 1999年     | 4月17日    | 名探偵コナン 世紀末の魔術師                                                                | 小学館 よみうりテレビ 小学館プロダクション ポリグラム 東宝 キョクイチ東京ムービー | デジタル光学録音                     |
| 1999年     | 7月17日    | ホーホケキョ となりの山田くん                                                              | 徳間書店 スタジオジブリ ウォルト・ディズニー・カンパニー 日本テレビ 博報堂 （松竹） | SR・Dリレコ                          |
| 1999年     | 7月17日    | 劇場版ポケットモンスター 幻のポケモン ルギア爆誕                                           | 小学館 テレビ東京 小学館プロダクション メディアファクトリー 任天堂 トミー クリーチャーズ ゲームフリーク ジェイアール東日本企画 OLM （東宝） | デジタル光学録音                     |
| 1999年     | 7月17日    | ピカチュウたんけんたい                                                                     | 小学館 テレビ東京 小学館プロダクション メディアファクトリー 任天堂 トミー クリーチャーズ ゲームフリーク ジェイアール東日本企画 OLM （東宝） | デジタル光学録音                     |
| 1999年     | 8月21日    | カードキャプターさくら                                                                     | バンダイビジュアル シェルティ マッドハウス （松竹） | デジタル光学録音                     |
| 1999年     | 8月21日    | CLOVER (CLAMPの漫画)                                                                       | バンダイビジュアル シェルティ マッドハウス （松竹） | デジタル光学録音                     |
| 1999年     | 8月21日    | メッセンジャー                                                                             | 小学館 フジテレビ ポニーキャニオン （東宝） | デジタル光学録音                     |
| 1999年     | 12月11日   | ゴジラ2000 ミレニアム                                                                      | 東宝映画 東宝映像美術 （東宝） | デジタル光学録音                     |
| 1999年     | 12月23日   | こちら葛飾区亀有公園前派出所 THE MOVIE                                                     | フジテレビ NAS スタジオぎゃろっぷ （東宝） | デジタル光学録音                     |
| 2000年     | 3月11日    | ドラえもん のび太の太陽王伝説                                                              | 藤子プロ 小学館 テレビ朝日 シンエイ動画 ASATSU-DK （東宝） | デジタル光学録音                     |
| 2000年     | 4月22日    | 名探偵コナン 瞳の中の暗殺者                                                                | 小学館 よみうりテレビ 小学館プロダクション ポリドール 東宝 キョクイチ東京ムービー | デジタル光学録音                     |
| 2000年     | 7月8日     | 劇場版ポケットモンスター 結晶塔の帝王 ENTEI                                                | 小学館 テレビ東京 小学館プロダクション メディアファクトリー トミー クリーチャーズ ゲームフリーク ジェイアール東日本企画 OLM （東宝） | デジタル光学録音                     |
| 2000年     | 7月8日     | ピチューとピカチュウ                                                                       | 小学館 テレビ東京 小学館プロダクション メディアファクトリー トミー クリーチャーズ ゲームフリーク ジェイアール東日本企画 OLM （東宝） | デジタル光学録音                     |
| 2000年     | 7月22日    | 風を見た少年                                                                               | 日立マクセル プルミエ・インターナショナル ブレインズ・ベース （ブエナ・ビスタ・インターナショナル） | デジタル光学録音                     |
| 2000年     | 8月19日    | ホワイトアウト                                                                             | 日本ヘラルド映画 フジテレビ 日本ビクター 電通 アイ・エヌ・ビー デスティニー （東宝） | デジタル光学録音                     |
| 2000年     | 10月21日   | ああ女神さまっ AH! MY GODDESS                                                              | 講談社 電通 ポニーキャニオン 日本出版販売 セガ・エンタープライゼス ムービック アニメインターナショナルカンパニー 松竹 | デジタル光学録音                     |
| 2000年     | 11月3日    | 世にも奇妙な物語 映画の特別編                                                              | フジテレビ 共同テレビ ポニーキャニオン IMAGICA 日活 東宝 | デジタル光学録音                     |
| 2000年     | 11月11日   | 漂流街 THE HAZARD CITY                                                                     | 大映 徳間書店 東北新社 TOKYO FM （東宝） | デジタル光学録音                     |
| 2000年     | 12月16日   | ゴジラ×メガギラス G消滅作戦                                                                | 東宝映画 東宝映像美術 （東宝） | デジタル光学録音                     |
| 2001年     | 3月10日    | ドラえもん のび太と翼の勇者たち                                                            | 藤子プロ 小学館 テレビ朝日 シンエイ動画 ASATSU-DK （東宝） | デジタル光学録音                     |
| 2001年     | 3月17日    | サトラレ TRIBUTE to a SAD GENIUS                                                           | 日本テレビ ROBOT 博報堂 スタジオカジノ 東宝 | デジタル光学録音                     |
| 2001年     | 4月21日    | 名探偵コナン 天国へのカウントダウン                                                        | 小学館 よみうりテレビ 小学館プロダクション ユニバーサルミュージック 東宝 トムス・エンタテインメント | デジタル光学録音                     |
| 2001年     | 5月7日     | 星を追う子ども                                                                             | コミックス・ウェーブ・フィルム メディアファクトリー ムービック マリン・エンタテインメント Yahoo! Japan | デジタル光学録音                     |
| 2001年     | 5月26日    | メトロポリス                                                                               | ソニー・ピクチャーズテレビジョン・ジャパン 角川書店 バンダイビジュアル 電通 IMAGICA キングレコード 手塚プロダクション 東宝 | デジタル光学録音                     |
| 2001年     | 7月7日     | 劇場版ポケットモンスター セレビィ 時を超えた遭遇                                           | The Pokémon Company 小学館 テレビ東京 小学館プロダクション メディアファクトリー トミー クリーチャーズ ゲームフリーク ジェイアール東日本企画 OLM （東宝） | デジタル光学録音                     |
| 2001年     | 7月7日     | ピカチュウのドキドキかくれんぼ                                                             | The Pokémon Company 小学館 テレビ東京 小学館プロダクション メディアファクトリー トミー クリーチャーズ ゲームフリーク ジェイアール東日本企画 OLM （東宝） | デジタル光学録音                     |
| 2001年     | 7月20日    | 千と千尋の神隠し                                                                           | 徳間書店 スタジオジブリ ウォルト・ディズニー・カンパニー 日本テレビ 電通 東北新社 三菱商事 （東宝） | デジタル光学録音                     |
| 2001年     | 10月27日   | ピストルオペラ                                                                             | 日本ビクター 衛星劇場 テレビ東京 電通 小椋事務所 松竹 | デジタル光学録音                     |
| 2001年     | 11月10日   | 冷静と情熱のあいだ                                                                         | 角川書店 フジテレビ シネバザール 東宝 | デジタル光学録音                     |
| 2001年     | 12月15日   | ゴジラ・モスラ・キングギドラ 大怪獣総攻撃                                                  | 東宝映画 東宝映像美術 （東宝） | デジタル光学録音                     |
| 2001年     | 12月15日   | 劇場版 とっとこハム太郎 ハムハムランド大冒険                                               | とっとこ堂 小学館 テレビ東京 電通 小学館プロダクション 小学館ミュージック&デジタル エンタテイメント トムス・エンタテインメント （東宝） | デジタル光学録音                     |
| 2002年     | 3月9日     | ドラえもん のび太とロボット王国                                                            | 藤子プロ 小学館 テレビ朝日 シンエイ動画 ASATSU-DK （東宝） | デジタル光学録音                     |
| 2002年     | 4月20日    | 名探偵コナン ベイカー街の亡霊                                                              | 小学館 よみうりテレビ 日本テレビ 小学館プロダクション 東宝 トムス・エンタテインメント | デジタル光学録音                     |
| 2002年     | 7月13日    | 劇場版ポケットモンスター 水の都の護神 ラティアスとラティオス                               | The Pokémon Company 小学館 テレビ東京 小学館プロダクション メディアファクトリー トミー クリーチャーズ ゲームフリーク ジェイアール東日本企画 OLM （東宝） | デジタル光学録音                     |
| 2002年     | 7月13日    | ピカピカ星空キャンプ                                                                       | The Pokémon Company 小学館 テレビ東京 小学館プロダクション メディアファクトリー トミー クリーチャーズ ゲームフリーク ジェイアール東日本企画 OLM （東宝） | デジタル光学録音                     |
| 2002年     | 7月20日    | 猫の恩返し                                                                                 | 徳間書店 スタジオジブリ ウォルト・ディズニー・カンパニー 日本テレビ 博報堂 三菱商事 （東宝） | デジタル光学録音                     |
| 2002年     | 7月20日    | ギブリーズ episode2                                                                        | 徳間書店 スタジオジブリ ウォルト・ディズニー・カンパニー 日本テレビ 博報堂 三菱商事 （東宝） | デジタル光学録音                     |
| 2002年     | 10月5日    | 明日があるさ THE MOVIE                                                                     | 吉本興業 日本テレビ 電通 ROBOT 東宝 | オプチカルサウンド・リレコーディング |
| 2002年     | 11月2日    | たそがれ清兵衛                                                                             | 松竹 日本テレビ 住友商事 博報堂 日販 衛星劇場 | デジタル光学録音                     |
| 2002年     | 12月14日   | ゴジラ×メカゴジラ                                                                          | 東宝映画 東宝映像美術 （東宝） | デジタル光学録音                     |
| 2002年     | 12月14日   | 劇場版 とっとこハム太郎 ハムハムハムージャ! 幻のプリンセス                                 | とっとこ堂 小学館 テレビ東京 電通 小学館プロダクション 小学館ミュージック&デジタル エンタテイメント トムス・エンタテインメント （東宝） | デジタル光学録音                     |
| 2002年     | 12月21日   | 犬夜叉 鏡の中の夢幻城                                                                      | 小学館 よみうりテレビ 日本テレビ 小学館プロダクション 読売テレビエンタープライズ 東宝 サンライズ | デジタル光学録音                     |
| 2003年     | 3月8日     | ドラえもん のび太とふしぎ風使い                                                            | 藤子プロ 小学館 テレビ朝日 シンエイ動画 ADK （東宝） | デジタル光学録音                     |
| 2003年     | 3月8日     | Pa-Pa-Pa ザ★ムービー パーマン                                                              | 藤子プロ 小学館 テレビ朝日 シンエイ動画 ADK （東宝） | デジタル光学録音                     |
| 2003年     | 4月19日    | 名探偵コナン 迷宮の十字路                                                                  | 小学館 よみうりテレビ 日本テレビ 小学館プロダクション 東宝 トムス・エンタテインメント | デジタル光学録音                     |
| 2003年     | 7月12日    | それいけ!アンパンマン ルビーの願い                                                         | やなせスタジオ フレーベル館 日本テレビ VAP トムス・エンタテインメント （東京テアトル・メディアボックス） | デジタル光学録音                     |
| 2003年     | 7月12日    | 怪傑ナガネギマンとドレミ姫                                                                 | やなせスタジオ フレーベル館 日本テレビ VAP トムス・エンタテインメント （東京テアトル・メディアボックス） | デジタル光学録音                     |
| 2003年     | 7月12日    | ぼくの孫悟空                                                                               | 手塚プロダクション エイベックス （松竹） | デジタル光学リレコ                   |
| 2003年     | 7月19日    | 劇場版ポケットモンスター アドバンスジェネレーション 七夜の願い星 ジラーチ                  | The Pokémon Company 小学館 テレビ東京 小学館プロダクション メディアファクトリー トミー クリーチャーズ ゲームフリーク ジェイアール東日本企画 OLM （東宝） | デジタル光学録音                     |
| 2003年     | 7月19日    | おどるポケモンひみつ基地                                                                   | The Pokémon Company 小学館 テレビ東京 小学館プロダクション メディアファクトリー トミー クリーチャーズ ゲームフリーク ジェイアール東日本企画 OLM （東宝） | デジタル光学録音                     |
| 2003年     | 7月26日    | 茄子 アンダルシアの夏                                                                      | アスミック・エース 徳間書店 日テレ 東急レクリエーション VAP マッドハウス | デジタル光学録音                     |
| 2003年     | 12月13日   | 劇場版 とっとこハム太郎 ハムハムグランプリン オーロラ谷の奇跡 リボンちゃん危機一髪!        | とっとこ堂 小学館 テレビ東京 電通 小学館プロダクション 小学館ミュージック&デジタル エンタテイメント トムス・エンタテインメント （東宝） | デジタル光学録音                     |
| 2003年     | 12月20日   | 犬夜叉 天下覇道の剣                                                                        | 小学館 よみうりテレビ 日本テレビ 小学館プロダクション 読売テレビエンタープライズ 東宝 サンライズ | デジタル光学録音                     |
| 2004年     | 3月6日     | イノセンス                                                                                 | 徳間書店 Production I.G スタジオジブリ ウォルト・ディズニー・カンパニー 日テレ 電通 三菱商事 （東宝） | デジタル光学録音                     |
| 2004年     | 3月6日     | ドラえもん のび太のワンニャン時空伝                                                        | 藤子プロ 小学館 tv asahi シンエイ動画 ADK （東宝） | デジタル光学録音                     |
| 2004年     | 3月6日     | Pa-Pa-Pa ザ★ムービー パーマン タコDEポン!アシHAポン!                                       | 藤子プロ 小学館 tv asahi シンエイ動画 ADK （東宝） | デジタル光学録音                     |
| 2004年     | 4月10日    | アップルシード                                                                             | ミコット・エンド・バサラ TBS MBS ジェネオン・エンタテインメント やまと TYO デジタル・フロンティア 東宝 | デジタル光学録音                     |
| 2004年     | 4月17日    | 名探偵コナン 銀翼の奇術師                                                                  | 小学館 よみうりテレビ 日テレ 小学館プロダクション 東宝 トムス・エンタテインメント | デジタル光学録音                     |
| 2004年     | 7月17日    | それいけ!アンパンマン 夢猫の国のニャニイ                                                   | やなせスタジオ フレーベル館 日テレ VAP トムス・エンタテインメント （東京テアトル・メディアボックス） | デジタル光学録音                     |
| 2004年     | 7月17日    | つきことしらたま～ときめきダンシング～                                                     | やなせスタジオ フレーベル館 日テレ VAP トムス・エンタテインメント （東京テアトル・メディアボックス） | デジタル光学録音                     |
| 2004年     | 7月17日    | 劇場版ポケットモンスター アドバンスジェネレーション 裂空の訪問者 デオキシス                | The Pokémon Company 小学館 テレビ東京 小学館プロダクション メディアファクトリー トミー ジェイアール東日本企画 O.L.M （東宝） | デジタル光学録音                     |
| 2004年     | 8月21日    | 劇場版 NARUTO -ナルト- 大活劇!雪姫忍法帖だってばよ!!                                       | 集英社 テレビ東京 電通 アニプレックス バンダイ 東宝 studioぴえろ | デジタル光学録音                     |
| 2004年     | 10月30日   | 隠し剣 鬼の爪                                                                              | 松竹 日テレ 住友商事 博報堂DYメディアパートナーズ 日販 衛星劇場 | デジタル光学録音                     |
| 2004年     | 11月20日   | ハウルの動く城                                                                             | 徳間書店 スタジオジブリ ウォルト・ディズニー・カンパニー 日テレ 電通 三菱商事 （東宝） | デジタル光学録音                     |
| 2004年     | 12月23日   | 犬夜叉 紅蓮の蓬莱島                                                                        | 小学館 よみうりテレビ 日テレ 小学館プロダクション 読売テレビエンタープライズ 東宝 サンライズ | デジタル光学録音                     |
| 2005年     | 3月12日    | 劇場版デュエル・マスターズ 闇の城の魔龍凰                                                  | 小学館 三井物産 キッズステーション タカラ 小学館プロダクション スタジオ雲雀 （東宝） | デジタル光学録音                     |
| 2005年     | 3月12日    | ロックマンエグゼ 光と闇の遺産                                                              | CAPCOM 小学館 テレビ東京 小学館プロダクション 電通 タカラ XEBEC （東宝） | デジタル光学録音                     |
| 2005年     | 4月9日     | 名探偵コナン 水平線上の陰謀                                                                | 小学館 よみうりテレビ 日テレ 小学館プロダクション 東宝 トムス・エンタテインメント | デジタル光学録音                     |
| 2005年     | 7月16日    | それいけ!アンパンマン ハピーの大冒険                                                       | やなせスタジオ フレーベル館 日テレ VAP トムス・エンタテインメント （東京テアトル・メディアボックス） | デジタル光学録音                     |
| 2005年     | 7月16日    | くろゆき姫とモテモテばいきんまん                                                           | やなせスタジオ フレーベル館 日テレ VAP トムス・エンタテインメント （東京テアトル・メディアボックス） | デジタル光学録音                     |
| 2005年     | 7月16日    | 劇場版ポケットモンスターアドバンスジェネレーション ミュウと波導の勇者ルカリオ              | The Pokémon Company 小学館 テレビ東京 小学館プロダクション メディアファクトリー トミー ジェイアール東日本企画 O.L.M （東宝） |                                      |
| 2005年     | 7月23日    | 劇場版 鋼の錬金術師 シャンバラを征く者                                                     | スクウェア・エニックス TBS MBS アニプレックス 電通 日販 ペイ・パー・ビュー・ジャパン 松竹 ボンズ |                                      |
| 2005年     | 8月6日     | 劇場版 NARUTO -ナルト- 大激突!幻の地底遺跡だってばよ                                       | 集英社 テレビ東京 電通 アニプレックス バンダイ 東宝 studioぴえろ |                                      |
| 2005年     | 12月10日   | あらしのよるに                                                                             | 小学館 TBS MBS 毎日新聞 博報堂DYメディアパートナーズ セディックインターナショナル 獏エンタープライズ 伊藤忠商事 グループ・タック 東宝 |                                      |
| 2005年     | 12月17日   | ブラック・ジャック ふたりの黒い医者                                                        | 秋田書店 よみうりテレビ 日テレ スカパー・ウェルシンク エイベックス・エンタテインメント 読売テレビエンタープライズ 東宝 手塚プロダクション | デジタル光学リレコ                   |
| 2005年     | 12月17日   | Dr.ピノコの森の冒険                                                                        | 秋田書店 よみうりテレビ 日テレ スカパー・ウェルシンク エイベックス・エンタテインメント 読売テレビエンタープライズ 東宝 手塚プロダクション | デジタル光学リレコ                   |
| 2006年     | 3月4日     | 映画ドラえもん のび太の恐竜2006                                                            | 藤子プロ 小学館 tv asahi シンエイ動画 小学館プロダクション ADK （東宝） | デジタル光学録音                     |
| 2006年     | 3月11日    | 超劇場版ケロロ軍曹                                                                         | 角川書店 テレビ東京 NAS 角川ヘラルド映画 サンライズ、 | デジタル光学録音                     |
| 2006年     | 4月15日    | 名探偵コナン 探偵たちの鎮魂歌                                                              | 小学館 ytv 日テレ 小学館プロダクション 東宝 トムス・エンタテインメント | デジタル光学録音                     |
| 2006年     | 7月8日     | ブレイブ・ストーリー                                                                       | フジテレビ スカパー・ウェルシンク 電通 ワーナー・ブラザース映画 GONZO | デジタル光学録音                     |
| 2006年     | 7月15日    | それいけ!アンパンマン いのちの星のドーリィ                                                 | やなせスタジオ フレーベル館 日テレ VAP トムス・エンタテインメント （東京テアトル・メディアボックス） | デジタル光学録音                     |
| 2006年     | 7月15日    | コキンちゃんとあおいなみだ                                                                 | やなせスタジオ フレーベル館 日テレ VAP トムス・エンタテインメント （東京テアトル・メディアボックス） | デジタル光学録音                     |
| 2006年     | 7月15日    | 劇場版ポケットモンスターアドバンスジェネレーション ポケモンレンジャーと蒼海の王子 マナフィ | The Pokémon Company 小学館 テレビ東京 小学館プロダクション 博報堂DYメディアパートナーズ ジェイアール東日本企画 O.L.M （東宝） | デジタル光学録音                     |
| 2006年     | 7月29日    | ゲド戦記                                                                                   | スタジオジブリ ウォルト・ディズニー・カンパニー 日テレ 電通 博報堂DYメディアパートナーズ 三菱商事 （東宝） | デジタル光学録音                     |
| 2006年     | 8月5日     | 劇場版 NARUTO -ナルト- 大興奮!みかづき島のアニマル騒動だってばよ                           | 集英社 テレビ東京 電通 アニプレックス バンダイ 東宝 studioぴえろ | デジタル光学録音                     |
| 2006年     | 12月16日   | 劇場版 どうぶつの森                                                                        | 任天堂 小学館 日テレ 小学館プロダクション メディアファクトリー タカラトミー ジェイアール東日本企画 O.L.M （東宝） | デジタル光学録音                     |
| 2006年     | 12月16日   | 劇場版BLEACH MEMORIES OF NOBODY                                                            | 集英社 テレビ東京 アニプレックス 電通 バンダイ セガ ソニー・コンピュータエンタテインメント ぴえろ 東宝 | デジタル光学録音                     |
| 2007年     | 3月10日    | 映画ドラえもん のび太の新魔界大冒険 〜7人の魔法使い〜                                      | 藤子プロ 小学館 tv asahi シンエイ動画 小学館プロダクション ADK （東宝） | デジタル光学録音                     |
| 2007年     | 3月17日    | 超劇場版ケロロ軍曹2 深海のプリンセスであります!                                            | 角川書店 テレビ東京 NAS 角川映画 角川アニメファンド サンライズ | デジタル光学録音                     |
| 2007年     | 4月21日    | 名探偵コナン 紺碧の棺                                                                      | 小学館 ytv 日テレ 小学館プロダクション 東宝 トムス・エンタテインメント | デジタル光学録音                     |
| 2007年     | 7月14日    | それいけ!アンパンマン シャボン玉のプルン                                                   | やなせスタジオ フレーベル館 日テレ VAP トムス・エンタテインメント （東京テアトル・メディアボックス） | デジタル光学録音                     |
| 2007年     | 7月14日    | ホラーマンとホラ・ホラコ                                                                   | やなせスタジオ フレーベル館 日テレ VAP トムス・エンタテインメント （東京テアトル・メディアボックス） | デジタル光学録音                     |
| 2007年     | 7月14日    | 劇場版ポケットモンスター ダイヤモンド&パール ディアルガVSパルキアVSダークライ              | The Pokémon Company 小学館 テレビ東京 小学館プロダクション メディアファクトリー タカラトミー ジェイアール東日本企画 O.L.M （東宝） | デジタル光学録音                     |
| 2007年     | 9月8日     | HERO                                                                                       | フジテレビ 東宝 J-dream | デジタル光学録音                     |
| 2007年     | 12月22日   | 劇場版BLEACH The DiamondDust Rebellion もう一つの氷輪丸                                    | 集英社 テレビ東京 アニプレックス 電通 バンダイ セガ ソニー・コンピュータエンタテインメント ぴえろ 東宝 | デジタル光学録音                     |
| 2008年     | 3月1日     | 超劇場版ケロロ軍曹3 ケロロ対ケロロ天空大決戦であります!                                    | 角川書店 テレビ東京 NAS 角川映画 角川アニメファンド サンライズ | デジタル光学録音                     |
| 2008年     | 3月8日     | 映画ドラえもん のび太と緑の巨人伝                                                          | 藤子プロ 小学館 tv asahi シンエイ動画 小学館プロダクション ADK （東宝） | デジタル光学録音                     |
| 2008年     | 4月19日    | 名探偵コナン 戦慄の楽譜                                                                    | 小学館 ytv 日テレ 小学館プロダクション 東宝 トムス・エンタテインメント | デジタル光学録音                     |
| 2008年     | 7月12日    | それいけ!アンパンマン 妖精リンリンのひみつ                                                 | やなせスタジオ フレーベル館 日テレ VAP トムス・エンタテインメント （東京テアトル・メディアボックス） | デジタル光学録音                     |
| 2008年     | 7月12日    | ヒヤヒヤヒヤリコとばぶ・ばぶばいきんまん                                                   | やなせスタジオ フレーベル館 日テレ VAP トムス・エンタテインメント （東京テアトル・メディアボックス） | デジタル光学録音                     |
| 2008年     | 7月19日    | 崖の上のポニョ                                                                             | スタジオジブリ ウォルト・ディズニー・カンパニー 日テレ 電通 博報堂DYメディアパートナーズ 三菱商事 （東宝） | デジタル光学録音                     |
| 2008年     | 7月19日    | 劇場版ポケットモンスター ダイヤモンド&パール ギラティナと氷空の花束 シェイミ               | The Pokémon Company 小学館 テレビ東京 ShoPro メディアファクトリー タカラトミー ジェイアール東日本企画 O.L.M （東宝） | デジタル光学録音                     |
| 2008年     | 12月13日   | 劇場版BLEACH Fade to Black 君の名を呼ぶ                                                    | 集英社 テレビ東京 アニプレックス 電通 バンダイ セガ ソニー・コンピュータエンタテインメント ぴえろ 東宝、 |                                      |
| 2009年     | 1月31日    | 本格冒険科学映画 20世紀少年 第2章『最後の希望』                                            | 小学館 日テレ ytv 札幌テレビ 宮城テレビ 福岡放送 静岡第一テレビ 中京テレビ 広島テレビ 電通 読売新聞 バップ 東宝 シネバザール オフィスクレッシェンド ディーライツ | デジタル光学録音アドバイザー         |
| 2009年     | 3月7日     | 超劇場版ケロロ軍曹 撃侵ドラゴンウォリアーズであります!                                     | 角川書店 テレビ東京 NAS NTTドコモ 角川映画 角川アニメファンド サンライズ |                                      |
| 2009年     | 3月7日     | 映画ドラえもん 新・のび太の宇宙開拓史                                                      | 藤子プロ 小学館 tv asahi シンエイ動画 ShoPro ADK （東宝） | デジタル光学録音                     |
| 2009年     | 4月18日    | 名探偵コナン 漆黒の追跡者                                                                  | 小学館 ytv 日テレ ShoPro 東宝 トムス・エンタテインメント | デジタル光学録音                     |
| 2009年     | 7月4日     | それいけ!アンパンマン だだんだんとふたごの星                                               | やなせスタジオ フレーベル館 日テレ VAP トムス・エンタテインメント （東京テアトル・メディアボックス） | デジタル光学録音                     |
| 2009年     | 7月4日     | ばいきんまんvsバイキンマン!?                                                               | やなせスタジオ フレーベル館 日テレ VAP トムス・エンタテインメント （東京テアトル・メディアボックス） | デジタル光学録音                     |
| 2009年     | 7月18日    | 劇場版ポケットモンスター ダイヤモンド&パール アルセウス 超克の時空へ                       | The Pokémon Company 小学館 テレビ東京 ShoPro メディアファクトリー タカラトミー ジェイアール東日本企画 O.L.M （東宝） | デジタル光学録音                     |
| 2009年     | 8月29日    | 本格冒険科学映画 20世紀少年 最終章『ぼくらの旗』                                           | 小学館 日テレ ytv 札幌テレビ 宮城テレビ 福岡放送 静岡第一テレビ 中京テレビ 広島テレビ 電通 読売新聞 バップ 東宝 シネバザール オフィスクレッシェンド ディーライツ | デジタル光学録音アドバイザー         |
| 2009年     | 10月24日   | 沈まぬ太陽                                                                                 | 新潮社 角川映画 東宝 日販 ケイダッシュ | デジタル光学録音アドバイザー         |
| 2009年     | 12月4日    | 劇場版BLEACH 地獄篇                                                                        | 集英社 テレビ東京 アニプレックス 電通 バンダイ セガ ソニー・コンピュータエンタテインメント ぴえろ 東宝、 | デジタル光学録音                     |
| 2009年     | 12月12日   | 宇宙戦艦ヤマト 復活篇                                                                      | エナジオ 東北新社 TBS MBS 中部日本放送 TOKYO FM 博報堂DYメディアパートナーズ バンダイビジュアル 伊藤忠商事 Yahoo! JAPAN セディックインターナショナル 東宝 | デジタル光学録音                     |
| 2009年     | 12月19日   | のだめカンタービレ 最終楽章 前編                                                           | 講談社 フジテレビ アミューズ 東宝 シネバザール | デジタル光学録音アドバイザー         |
| 2010年     | 2月27日    | 超劇場版ケロロ軍曹 誕生!究極ケロロ 奇跡の時空島であります!!                                | 角川書店 テレビ東京 NAS NTTドコモ 角川映画 角川アニメファンド サンライズ | デジタル光学録音                     |
| 2010年     | 3月6日     | 映画ドラえもん のび太の人魚大海戦                                                          | 藤子プロ 小学館 tv asahi シンエイ動画 ShoPro ADK （東宝） | デジタル光学録音                     |
| 2010年     | 4月17日    | 名探偵コナン 天空の難破船                                                                  | 小学館 ytv 日テレ ShoPro 東宝 トムス・エンタテインメント | デジタル光学録音                     |
| 2010年     | 4月17日    | のだめカンタービレ 最終楽章 後編                                                           | 講談社 フジテレビ アミューズ 東宝 シネバザール | デジタル光学録音アドバイザー         |
| 2010年     | 5月8日     | 劇場版TRICK 霊能力者バトルロイヤル                                                         | tv asahi 朝日放送 メ〜テレ プロダクション尾木 オフィスクレッシェンド 東宝 | デジタル光学録音アドバイザー         |
| 2010年     | 7月3日     | 踊る大捜査線 THE MOVIE3 ヤツらを解放せよ!                                                  | フジテレビ アイ・エヌ・ピー （東宝） | デジタル光学録音アドバイザー         |
| 2010年     | 7月10日    | それいけ!アンパンマン ブラックノーズと魔法の歌                                             | やなせスタジオ フレーベル館 日テレ VAP トムス・エンタテインメント （東京テアトル・メディアボックス） | デジタル光学録音                     |
| 2010年     | 7月10日    | はしれ!わくわくアンパンマングランプリ                                                      | やなせスタジオ フレーベル館 日テレ VAP トムス・エンタテインメント （東京テアトル・メディアボックス） | デジタル光学録音                     |
| 2010年     | 7月10日    | 劇場版ポケットモンスター ダイヤモンド&パール 幻影の覇者 ゾロアーク                         | The Pokémon Company 小学館 テレビ東京 ShoPro メディアファクトリー タカラトミー ジェイアール東日本企画 O.L.M （東宝） | デジタル光学録音                     |
| 2010年     | 7月31日    | 劇場版 NARUTO -ナルト- 疾風伝 ザ・ロストタワー                                             | 集英社 テレビ東京 電通 バンダイ アニプレックス ぴえろ （東宝） | デジタル光学録音                     |
| 2010年     | 8月21日    | カラフル                                                                                   | ソニー・ミュージックエンタテインメント フジテレビ 電通 アニプレックス 東宝 サンライズ アセンション | デジタル光学録音                     |
| 2010年     | 8月21日    | ハナミズキ                                                                                 | TBS MBS 中部日本放送 RKB毎日放送 北海道放送 TBSラジオ＆コミュニケーションズ 東宝 レプロエンタテインメント ジェイ・ストーム TCエンタテインメント フィルムフェイス | デジタル光学録音アドバイザー         |
| 2010年     | 9月18日    | THE LAST MESSAGE 海猿                                                                      | 小学館 フジテレビ ポニーキャニオン エー・チーム 東宝 ROBOT | デジタル光学録音アドバイザー         |
| 2010年     | 12月1日    | SPACE BATTLESHIP ヤマト                                                                    | 小学館 TBS MBSテレビ 中部日本放送 RKB毎日放送 北海道放送 TOKYO FM TBSラジオ&コミュニケーションズ 博報堂DYメディアパートナーズ 阿部秀司事務所 セディックインターナショナル 東北新社 東宝 TCエンタテインメント 白組 ROBOT J-dream | デジタル光学録音アドバイザー         |
| 2010年     | 12月23日   | 劇場版イナズマイレブン 最強軍団オーガ襲来                                                  | 小学館 テレビ東京 テレビ大阪 テレビ愛知 TVQ九州放送 電通 電通テック タカラトミー ジェイアール東日本企画 ジェネオン・ユニバーサル・エンターテイメント 東宝 レベルファイブ O.L.M OLM Team Koitabashi | デジタル光学録音                     |
| 2011年     | 2月11日    | あしたのジョー                                                                             | 講談社 TBS MBS 中部日本放送 RKB毎日放送 北海道放送 電通 TBSラジオ&コミュニケーションズ OXYBOT 東宝 ジェイ・ストーム | デジタル光学録音アドバイザー         |
| 2011年     | 2月11日    | 太平洋の奇跡 -フォックスと呼ばれた男-                                                      | 日テレ ytv STV MMT SDT CTV HTV FBS バップ 電通 読売新聞 東宝 D.N.ドリームパートナーズ シネバザール | デジタル光学録音アドバイザー         |
| 2011年     | 3月5日     | 映画ドラえもん 新・のび太と鉄人兵団 〜はばたけ 天使たち〜                                  | 藤子プロ 小学館 tv asahi シンエイ動画 ShoPro ADK （東宝） | デジタル光学録音                     |
| 2011年     | 3月12日    | SP 革命篇                                                                                  | フジテレビ ROBOT 東宝 ジェイ・ストーム FILM | デジタル光学録音アドバイザー         |
| 2011年     | 4月16日    | 名探偵コナン 沈黙の15分                                                                    | 小学館 ytv 日テレ ShoPro 東宝 トムス・エンタテインメント | デジタル光学録音                     |
| 2011年     | 5月7日     | 岳 -ガク-                                                                                  | 小学館 tv asahi 長野朝日放送 博報堂DYメディアパートナーズ ShoPro KDDI 毎日新聞 日販 トライストーン・エンタテイメント 東宝映画 （東宝） | デジタル光学録音アドバイザー         |
| 2011年     | 6月11日    | 星守る犬                                                                                   | 双葉社 電通 KDDI Yahoo! JAPAN 日販 東宝映画 ソニー・ミュージックエンタテインメント （東宝） | デジタル光学録音アドバイザー         |
| 2011年     | 7月2日     | それいけ!アンパンマン すくえ! ココリンと奇跡の星                                           | やなせスタジオ フレーベル館 日テレ VAP トムス・エンタテインメント （東京テアトル・メディアボックス） | デジタル光学録音                     |
| 2011年     | 7月2日     | うたって てあそび! アンパンマンともりのたから                                              | やなせスタジオ フレーベル館 日テレ VAP トムス・エンタテインメント （東京テアトル・メディアボックス） | デジタル光学録音                     |
| 2011年     | 7月2日     | 鋼の錬金術師 嘆きの丘の聖なる星                                                            | スクウェア・エニックス TBS MBS 電通 アニプレックス 松竹 ボンズ、 | デジタル光学録音                     |
| 2011年     | 7月16日    | 劇場版ポケットモンスター ベストウイッシュ ビクティニと黒き英雄 ゼクロム・白き英雄 レシラム | The Pokémon Company 小学館 テレビ東京 ShoPro メディアファクトリー タカラトミー ジェイアール東日本企画 O.L.M OLM Team Koitabashi Production I.G XEBEC （東宝） | デジタル光学録音                     |
| 2011年     | 8月27日    | 神様のカルテ                                                                               | 小学館 博報堂DYメディアパートナーズ 朝日新聞 日販 東宝 ジェイ・ストーム | デジタル光学録音アドバイザー         |
| 2011年     | 9月17日    | アンフェア the answer                                                                      | フジテレビ 関西テレビ 共同テレビジョン ジャパン・ミュージックエンターテインメント 東宝 | デジタル光学録音アドバイザー         |
| 2011年     | 10月29日   | ステキな金縛り                                                                             | フジテレビ 東宝 シネバザール | デジタル光学録音アドバイザー         |
| 2011年     | 12月23日   | 劇場版イナズマイレブンGO 究極の絆 グリフォン                                               | レベルファイブ 小学館 テレビ東京 テレビ大阪 テレビ愛知 TVQ九州放送 キッズステーション 電通 電通テック ジェネオン・ユニバーサル・エンターテイメント タカラトミー ジェイアール東日本企画 東宝 O.L.M |                                      |
| 2012年     | 1月14日    | ロボジー                                                                                   | フジテレビ 電通 アルタミラピクチャーズ 東宝 | デジタル光学録音アドバイザー         |
| 2012年     | 3月9日     | 映画ドラえもん のび太と奇跡の島 〜アニマル アドベンチャー〜                                | 藤子プロ 小学館 tv asahi シンエイ動画 ShoPro ADK （東宝） | デジタル光学録音                     |
| 2012年     | 4月14日    | 名探偵コナン 11人目のストライカー                                                          | 小学館 ytv 日テレ ShoPro 東宝 トムス・エンタテインメント | デジタル光学録音                     |
| 2012年     | 7月7日     | それいけ!アンパンマン よみがえれバナナ島                                                   | やなせスタジオ フレーベル館 日テレ VAP トムス・エンタテインメント （東京テアトル・メディアボックス） | デジタル光学録音                     |
| 2012年     | 7月7日     | リズムでてあそび アンパンマンとふしぎなパラソル                                            | やなせスタジオ フレーベル館 日テレ VAP トムス・エンタテインメント （東京テアトル・メディアボックス） | デジタル光学録音                     |
| 2012年     | 7月14日    | 劇場版ポケットモンスター ベストウイッシュ キュレムVS聖剣士 ケルディオ                      | The Pokémon Company 小学館 テレビ東京 ShoPro タカラトミー ジェイアール東日本企画 O.L.M OLM Team Koitabashi （東宝） | デジタル光学録音                     |
| 2012年     | 7月14日    | 魔法少女リリカルなのは The MOVIE 2nd A's                                                   | キングレコード ドワンゴ 東宝 松竹 アニプレックス セブン・アークス | デジタル光学録音                     |
| 2012年     | 7月28日    | ROAD TO NINJA -NARUTO THE MOVIE-                                                           | 集英社 テレビ東京 電通 バンダイ アニプレックス ぴえろ （東宝） | デジタル光学録音                     |
| 2012年     | 11月2日    | のぼうの城                                                                                 | 小学館 TBS MBS 中部日本放送 RKB毎日放送 北海道放送 静岡放送 中国放送 テレビ埼玉 東北放送 テレビ山梨 新潟放送 WOWOW TBSラジオ&コミュニケーションズ TOKYO FM 博報堂DYメディアパートナーズ ADK Yahoo! JAPAN 日販 ジェイアール東日本企画 ハピネット TSUTAYA 朝日新聞 サイバードホールディングス シブサワコウプロダクション 東宝 アスミック・エース C&Iエンタテインメント エース・プロダクション | デジタル光学録音アドバイザー         |
| 2012年     | 12月1日    | 劇場版イナズマイレブンGO vs ダンボール戦機W                                                | 小学館 テレビ東京 テレビ大阪 テレビ愛知 TVQ九州放送 電通 電通テック タカラトミー バンダイ ジェイアール東日本企画 ジェネオン・ユニバーサル・エンターテイメント メディアファクトリー キッズステーション 東宝 レベルファイブ O.L.M OLM Koitabashi & Inoue | デジタル光学録音                     |
| 2012年     | 12月28日   | 青の祓魔師                                                                                 | 集英社 TBS MBS 電通 バンダイ バンダイナムコゲームス ムービック 東宝 アニプレックス A-1 Pictures | デジタル光学録音                     |
| 2013年     | 3月9日     | 映画ドラえもん のび太のひみつ道具博物館                                                    | 藤子プロ 小学館 tv asahi シンエイ動画 ShoPro ADK （東宝） | デジタル光学録音                     |
| 2013年     | 4月20日    | 名探偵コナン 絶海の探偵                                                                    | 小学館 ytv 日テレ ShoPro 東宝 トムス・エンタテインメント | デジタル光学録音                     |
| 2013年     | 7月13日    | 劇場版ポケットモンスター ベストウイッシュ 神速のゲノセクト ミュウツー覚醒                  | The Pokémon Company 小学館 テレビ東京 ShoPro タカラトミー ジェイアール東日本企画 O.L.M OLM Team Koitabashi （東宝） | デジタル光学録音                     |

## 受賞歴
- 1994年:第47回日本映画技術賞 録音特別賞
- 1999年:第32回日本映画テレビ技術協会 増谷賞
- 2006年:第29回日本アカデミー賞 協会特別賞[4]